# Tungir-Oljokmai járás
A Tungir-Oljokmai járás (oroszul Тунгиро-Олёкминский район) járás Oroszország Bajkálontúli határterületén. Székhelye Tupik.
A járást 1938. szeptemberben hozták létre. 

## Népessége
- 2002-ben 1643 lakosa volt.
- 2010-ben 1432 lakosa volt.